# M-84
М-84 је основни борбени тенк треће генерације произведен у СФРЈ на основу лиценце совјетског тенка Т-72М. Коришћен је у свим сукобима на просторима бивше Југославије као и у операцији „Пустињска олуја“ у саставу кувајтских снага. Упоредо са разбијањем СФРЈ распао се и ланац производње овог тенка због чега се М-84 не производи још од 1992. год.

## Развој и производња
Током седамдесетих година 20. века војни врх ЈНА је донео одлуку да се започне производња првог домаћег тенка. Због недостатка искуства у пројектовању и производњи тенкова одлучено је да као основа за израду домаћег тенка послужи неки од постојећих модела тенкова треће генерације. Одлучено је да то буде совјетски тенк Т-72, који је у то време сврставан међу најбоље тенкове на свету. Од Совјетског Савеза је купљена лиценца за производњу Т-72. Паралелно са почетком производње анализиране су све предности и недостаци овог модела како би стечена искуства била искоришћена приликом израде домаћег тенка.
Полазећи од тога да је кроз уговор о лиценци за производњу тенка Т-72 у земљи добијена само конструкциона документација (али не за комплетно средство), без технолошке документације и података за оклопну заштиту и специјалне материјале, и да се у том тренутку већ десет година у Совјетском Савезу серијски производио (толико је временски застарео), на предлог Војнотехничког института у развој се ушло са значајним модификацијама и побољшањима и изменама неких комплетних подсистема. Прве четири године на овом пројекту било је ангажовано више од 150 стручњака Института са пуним радним временом, а затим наредне три године, на активностима после увођења у серијску производњу тенка М-84, око 80 стручњака. Они су ангажовани ради решења мотора веће снаге, уређаја мотора и преносника снаге и других битних измена постојеће конструкције тенка. У процесу развоја тенка обављена су истраживања у скоро свим подручјима рада Института, па је као резултат тих истраживања уведено неколико стотина нових технологија и технолошких поступака, развијени су нови панцирни челици и неметали за оклопну заштиту, развијено је око четрдесет специјалних челика за јако оптерећене делове, неметални материјали и поступци заштите. Уведени су домаћи подсистеми и компоненте: средства везе, све компоненте за НБХ заштиту, оптичке справе и уређаји, нове гусенице, савремен систем за управљање ватром (СУВ), више стотина мањих склопова и електронских компонената. У оквиру посебних истраживања развијен је мотор од 735 кW (1.000 КS), уместо постојећег од 573кW (780 КS), а извршене су значајне измене на подсистемима мотора и трансмисији. Обављеним изменама тенк М-84А разликује се од тенка Т72 за више од 60%. По свим битним параметрима ватрене моћи, оклопне заштите и покретљивости тај тенк је, у то време, био испред свих савремених тенкова у свету. То је потврђено кроз упоредна испитивања са најсавременијим тенковима у Кувајту и Пакистану, и на основу чињенице да се после испитивања Кувајт одлучио за овај тенк.
M-84 је имао топ калибра 125 mm, када су остали тенкови имали топове од 115 и 120 mm, аутомат за пуњење оруђа, када други тенкови то нису имали. Маса тенка је била 41,5 t, у односу на Леопарда 2 и М1 Абрамса од 60 t, имао је већу покретљивост, и за 50% већу аутономију кретања. За два квадратна метра мању чеону површину и мању мету. Специфична снага возила изражена кроз однос масе возила и снаге мотора код тенка била је знатно повољнија. Брзина поткалибарног пројектила 1800 m/s, масе 16 kg, пробијао све оклопе савремених тенкова на удаљености од 2000 м. Такве могућности нису имали западни тенкови. СУВ био је савременији од западних тенкова за више од десет година старости, а тенк Т72 га није ни имао, већ је морао да стане да би гађао противнички тенк.
Прототип тенка М-84 произведен је 1983. године, а серијска производња је почела 1984. године. Нови тенк М-84А први пут је представљен југословенској јавности на „Паради победе“ 9. маја 1985. године у Београду. М-84 је пројектован и произведен у рекордном времену – за само 5 година.
Поред основне верзије М-84 и М-84А, развијено је и више посебних верзија као што су М-84K (командни тенк), М-84АБ (извозна варијанта), М-84АБК (извозни командни тенк), М-84АБН (извозни тенк са навигационим системом Телдикс), М-84АИ и М-84АБИ (тенкови за извлачење).
Према подацима наведеним у Jane’s tanks and combat vehicles recognition guide – 2nd edition из 2000. године, до 1992. године произведено је укупно око 600 тенкова М-84 у верзијама А и АБ.

## Опис

### Изглед тенка и оклопна заштита
М-84 је тенк стандардне концепције и веома ниске силуете што га чини изузетно тешком метом. Са максималном висином од 2.19 m, од М-84 је нижи само шведски тенк типа С који нема куполу. У управном и борбеном одељену има места за три члана посаде (послужилац топа је замењен системом за аутоматско пуњење), док се мототрансмисионо одељење налази у задњем делу тенка. У управном одељењу налази се возач који је смештен централно у односу на уздужну осу тенка, док су у борбеном одељењу смештени нишанџија и командир.
Тело тенка је састављено од варених вишеслојних оклопних плоча. Ова врста оклопна се популарно назива сендвич оклоп зато што се оклопне плоче састоје из више слојева различитих материјала који треба да пруже додатну заштиту од дејства различитих типова противоклопних средстава. Најчешће се у сендвич оклоп уграђује керамички слој који смањује ефекте дејства кумулативних пројектила као и други неметали који оклоп чине еластичнијим.
Оклопне плоче на предњем делу тенка постављене су под великим углом чиме је повећања ефикасност постојећег оклопа. Постављање плоча под великим углом такође повећава могућност рикошета непријатељског пројектила, а самим тим смањује могућност уништења тенка. Предња горња плоча је вишеслојна, дебљине 231 mm. На њој се налази ребраста површина уоквирена V рамом која пружа делимичну заштиту возачу од блата и воде приликом вожње по расквашеном земљишту, док је доња предња оклопна плоча додатно заштићена дозерским ножем који не само да повећава оклопну заштиту тенка већ му омогућава да се самостално укопа.
Бочне стране тенка направљене су од хомогених оклопних плоча дебљине 80 mm напред и 70 mm позади и имају изузетно малу површину, иако под неповољним углом, а ходни део је делимично заштићен шарнирано везаним кумулативним завесама (екранима) од чврсте гуме. Кумулативна завеса пружа заштиту од кумулативних пројектила тако што превремено активира кумулативни млаз и неутралише кумулативни ефекат приликом удара пројектила у оклоп тенка. Укупни еквивалент оклопне заштите тела тенка је између 550-600 mm хомогеног оклопа.
Купола је направљена од ливеног хомогеног панцирног челика чији је чеони оклоп дебљине 410 mm. Код модела М-84А у куполу је са чеоне стране, уливен сегмент од неметала дебљине 130 mm, што додатно увећава заштитна својства оклопа до 700 mm хомогеног оклопа.

### Наоружање
Тенк М-84А је наоружан топом 2А46 са глатком цеви калибра 125 mm, дужине 50 калибара (6.250 mm). На средини цеви налази се гасна комора, а читава цев је обложена термичком облогом која треба да смањи деформацију цеви услед високих температура и обезбеди њено равномерно хлађење приликом великог броја опаљења. Борбени комплет топа сачињен је од 42 дводелна пројектила калибра 125 mm, од којих су 22 смештена у кружном транспортеру и одмах спремна за употребу (10 тренутно-фугасних, 6 поткалибарно-панцирних и 4 кумулативна), а осталих 20 распоређено је у телу тенка (у куполи нема муниције). Комплет садржи три врсте пројектила: тренутно-фугасни, кумулативни и поткалибарни. Употребом аутоматског пуњача постигнута је максимална брзина паљбе од 2-8 пројектила у минуту.
Поред основног наоружања, М-84 је наоружан једним спрегнутим митраљезом калибра 7.62 mm ПКТ и једним противавионским митраљезом 12.7 mm постављеним на окретној турели командира тенка.

### Додатна опрема
На предњој страни куполе налази се 12 бацача димних кутија, а десно од бленде топа налази се нишанџијин ИЦ фар. На десном боку куполе и позади су монтиране кутије за смештај опреме док је на левој страни куполе смештена цев за савлађивање водених препрека подводним газом. Ова телескопска цев, или „шноркел“ се развлачи и након монтирања омогућава савлађивање водених препрека дубине до 5 m.
Испред отвора нишанџије налази се оптика система за управљање ватром заштићена оклопним поклопцем. М-84 такође има систем колективне НХБ заштите, уређај за аутоматско гашење пожара са распоређених 14 давача, уређаје за вентилацију и загревање унутрашњости тенка, уређај за стварање димне завесе, тенковски деконтаминациони комплет, уређај за пречишћавање ваздуха и дозерски нож.

### Погонска група и вешање
Погонску групу чини вишегоривни турбопрехрањив 12-цилиндрични дизел-мотор В46-6 снаге 574 kW, са воденим хлађењем док је у моделу М-84А уграђен снажнији мотор В46-ТК снаге 735 kW (1.000 КС). Захваљујући снажном мотору М-84 који је тежак 41.000 kg достиже максималну брзину на путу од скоро 70 km/h. Мотор је попречно смештен у мототрансмисионом одељењу у задњем делу тенка. Аутономија кретања креће се од 460 до 700 km уз потрошњу горива од 260 до 450 l/100 km.
Трансмисија тенка је механичког типа са планетарним мењачима (7 степени преноса напред и 1 назад) и хидрауличним управљањем.
Ходни део тенка обухвата, уз потпорне точкове (2 пута 6) и точкове носаче гусеница (2 пута 4), два гусенична платна, два лењивца, два погонска точка (назад) и систем вешања. Вешање је независно-торзионо, са 2 пута 4 амортизера. Гусенице су металне, ситночланкасте са чврстим зглобом и гуменим уметком. Комплетан ходни део врло је еластичан, са великим динамичким ходом точкова (око 280 mm), што олакшава брзу вожњу тенка по неравнинама ван путева.

## Модернизација
Током 2005. год. Југоимпорт-СДПР је представио нови тенк M-84AS односно М-84АБ1 који представља модернизовану верзију тенка М-84АБ. У нови тенк је уграђен побољшани систем за управљање ватром са интегрисаном дневно-ноћном нишанском справом (са пасивним појачавачима слике домаће производње по НАТО стандардима). Постојећи топ замењен је новим, који поред бољих карактеристика омогућава изузетно лаку и брзу замену топовске цеви у пољским условима. Нови тенк има могућност испаљивања противоклопне ракете са ласерским навођењем кроз цев топа чиме је омогућено прецизно дејство по непријатељским циљевима на даљинама до 6.000 m. У борбени комплет тенка уведен је нови поткалибарни пројектил са језгром од тешког метала, као и пројектил са вишеструком кумулативном бојевом главом, чији је основни задатак борба против савремених тенкова заштићених вишеслојним оклопима.
Због све веће пробојне моћи савремених противоклопних средстава нови тенк М-84АБ1 опремљен је реактивним оклопом који пружа заштиту и против савремених тандем-кумулативних пројектила. Осим повећане оклопне заштите, нови тенк опремљен је и савременим електрооптичким системом за заштиту од дејства жично и ласерски навођених противоклопних ракета.
Готово сви уграђени системи су руске производње, преузети са руског тенка Т-90.
Модернизација M-84AS је првенствено намењена за извоз, односно за евентуалну модификацију тенкова у наоружању оружаних снага Кувајта.

## Сродни тенкови
Након завршетка сукоба на простору некадашње Југославије, неколико бивших југословенских република најавило је наставак производње и усавршавања тенка М-84. Хрватска је представила свој нови тенк М-95 Дегман (сличан М-84 али са новим реактивним оклопом) произведен у фабрици Ђуро Ђаковић из Славонског Брода, а на основу пројекта Вихор започетог у бившој СФРЈ. Овај тенк није уведен у наоружање хрватске војске због потешкоћа у финансирању производње, а рекламиран је и за извоз. У Словенији је развијен пројекат модернизације тенка М-84 под ознаком М-84А4 Снајпер који подразумева уградњу нове савремене опто-електронике и система за управљање ватром.
С обзиром на чињеницу да је М-84 произведен у бившој Југославији и да су у његовој производњи учествовала предузећа из скоро свих југословенских република, тешко је поверовати да је нека од бивших република могла самостално започети производњу овог тенка. Пре извесног времена у јавности се говорило о могућности заједничке производње овог тенка у којој би учествовале бивше југословенске републике, али од онда није било конкретних помака у том правцу.
Тенк М-84 се тренутно налази у наоружању Србије, Хрватске, Словеније и Кувајта. Незнатан број тенкова М-84 заробљен је од стране ирачке војске приликом окупације Кувајта и они су коришћени у ратним дејствима за време Операције „Пустињска олуја“.

## Борбена употреба

### Пустињска олуја
Непосредно пред избијање сукоба у Заливу, Кувајт је од СФРЈ наручио 170 тенкова М-84, 15 тенкова М-84 АРВ (возила за извлачење) и 15 командних верзија М-84 опремљених додатним средствима везе, како би заменио застарелу опрему британског порекла. Након потписивања уговора, Кувајту су из касарне у Нишу, одмах испоручена четири тенка М-84А, које су касније заробили Ирачани приликом инвазије на Кувајт. Испоруке су привремено прекинуте због ирачког напада на Кувајт. До тада је испоручено око 70-80 тенкова који су у саставу кувајтске 35. оклопне бригаде „Фатах“ учествовали у Операцији „Пустињска олуја“. Кувајтска 35. оклопна бригада није учествовала у директним борбама са ирачким тенковима због чега се не може говорити о борбеној употреби М-84. Један од главних разлога за скромну активност ове јединице вероватно лежи у великој сличности кувајтских М-84 са ирачким Т-72. Да је ова јединица ангажована у првим борбеним линијама, постојала би велика могућност да, због велике сличности са ирачким тенковима, кувајтски М-84 постану жртве пријатељске ватре. Имајући то у виду, Кувајћани су своје тенкове, који су као и ирачки, били офарбани у пешчано-жуту боју, означили са три вертикалне паралелне беле линије исцртане на боковима тенка. Међутим, овакав облик означавања у условима честих пешчаних олуја, јутарње измаглице, а нарочито током ноћи, није гарантовао да ће кувајтски тенкови бити идентификовани као пријатељски због чега је ова јединица опрезно коришћена.
Иако се током Операције „Пустињска олуја“ М-84 није борбено доказао, мора се истаћи да се овај тенк показао као изузетно захвалан за експлоатацију у борбеним условима. Његово лако одржавање на терену, поузданост и беспрекорно функционисање у изузетно тешким пустињским условима, скренуло је пажњу светске војне јавности на овај тенк. Нажалост, велико интересовање страних земаља за куповину М-84, који је у односу на конкуренцију пружао изузетно повољан однос цене и квалитета, није резултовало закључењем нових купопродајних уговора због избијања грађанског рата у Југославији.
Тренутно се у наоружању Кувајта налази 146 тенкова М-84АБ, три командне верзије М-84АБК и три навигацијска тенка М-84АБН.

### Грађански рат у Југославији
Током грађанског рата у Југославији М-84 учествовао је у борбама у Словенији, Хрватској и Босни и Херцеговини.
Током рата у Словенији тенк М-84 је био у саставу јединица ЈНА које су имале задатак да деблокирају граничне прелазе и да успоставе контролу над југословенском границом. С обзиром на то да Словенија у том тренутку није имала своју војску, већ да су отпор пружале јединице словеначке територијалне одбране која у свом наоружању није имала тенкове, није било тенковских борби већ се М-84 могао видети на телевизијским снимцима познатих светских станица како ватреним дејством уништава тешке камионе који су блокирали путеве ка граници или их једноставно изгурава са пута.
Пред избијање непријатељстава у Хрватској, хрватска влада је убрзано вршила наоружавање својих јединица оружјем набављеним у иностранству. Током првих месеци борбе Хрватска није имала пуно тенкова због чега је било веома мало тенковских борби. Упркос томе, хрватски извори наводе да је током прва три месеца борби у Хрватској уништено око стотину тенкова ЈНА од којих око двадесетак М-84. Иако се ова тврдња може узети са резервом, мора се имати у виду да је Збор народне гарде Републике Хрватске, у време избијања непријатељстава, поред противоклопних ракетних бацача домаће производње био наоружан и немачким противоклопним ракетним бацачима типа „Армбруст“ и мањом количином вођених противоклопних ракета типа „Милан“.
Искуства из борбене употребе М-84 у рату у Хрватској само су потврдила правило по којем тенкови без заштите сопствене пешадије, лако постају плен непријатељске пешадије, нарочито уколико се употребљавају у урбаним срединама као што је то био случај током битке за Вуковар. Слаб одзив резервиста ЈНА, због чега није било довољно пешадије, али и лоша тактичка употреба тенковских јединица, довела је до много беспотребних губитака који су се могли избећи. Иако се фронтални оклоп тенка М-84 показао отпорним на дејство противоклопних ракетних бацача хрватске војске, један погодак у бок или задњи део тенка обично је био довољан да се он избаци из строја. Такође, М-84 се показао изузетно рањивим на дејство противтенковских мина. Детонација противтенковске мине, која би пробила танак подни оклоп, најчешће би изазивала експлозију борбеног комплета који је био смештен на поду тенка испод борбеног одељења. До експлозије борбеног комплета често је долазило и услед поготка противоклопним бацачем у слабо оклопљен бок тенка. Последице оваквог дејства противоклопних средстава биле су катастрофалне. Целокупна посада би моментално настрадала, а снажна експлозија одбацивала би куполу са тела тенка.
Положај муниције и кружном носачу испод борбеног одељења вероватно представља највећу слабост тенка М-84. Док је у западним тенковима, а у последње време и у најновијим руским тенковима, борбени комплет смештен у посебно заштићеним контејнерима, решење које је преузето са Т-72 занемарује безбедност посаде у корист брзине паљбе. Због ове велике концепцијске грешке Т-72 и М-84 су изузетно рањиви на поготке противничких пројектила и на дејство противтенковских мина, а штета која настаје након експлозије борбеног комплета у потпуности онемогућава поновно оспособљавање оштећених тенкова за борбу. Ирачани су током Ирачко-иранског сукоба уочили ову слабости својих тенкова Т-72 због чега су у њих уградили француски аутоматски противпожарни систем. Међутим, ни ово решење није помогло због чега је велики број Т-72 уништен током операције „Пустињска олуја“. Још већи број ових тенкова су њихове посаде напустиле згрожене језивим призором тенкова који су се након првог поготка претварали у горуће буктиње.

### Космет
За време рата на Космету, М-84 се налази у наоружању 211. и 252. оклопне бригаде из састава Приштинског корпуса. Током борби против јединица ОВК коришћени су углавном старији тенкови Т-55 док су М-84 били чувани на добро скривеним и укопаним положајима за случај копнене интервенције НАТО снага. Током рата уништено је 9 тенкова М-84.
Последње борбено ангажовање М-84 имао је у Копненој Зони безбедности током акције разбијања формација ОВК у околини Ораовице на југу Србије.

## Тенк М-84А
Тенк М-84А је посебан модел постојећег тенка М-84 из серијског програма тенкова у земљи, настао значајним повећањем снаге са 735 КС на 1000 КС и низа других модификација, тако да је по номенклатури ЈНА добио назив овог модела. Постојећи мотор, у ужем смислу, није реконструисан, већ је механички погоњен компресор за прехрањивање замењен модерним турбо-компресором, измењен је комплетан систем за убризгавање, подмазивање, хлађење и пречишћавањем ваздуха. Свим тим изменама није повећана укупна маса тенка већ је у погледу специфичне снаге тенка (КС/т) достигао ниво најсавременијих тенкова. Тиме је и покретљивост средства била и виша од оне код савремених тенкова. Упоредо је испитиван у најтежим теренским условима у више земаља са више савремених тенкова. У чланку се упоредо приказују борбене карактеристике тих тенкова. Носилац програма је Војнотехнички институт Копнене војске.

### Концепције тенкова
Када се говори о тенку као сложеном систему наоружања, редовно се истиче да зависи од основних борбених својстава: ватрене моћи, 
покретљивости и заштите, и поред тога што се под тим особинама, у свим случајевима, не мисли у потпуности на исте величине (шире гледано) и што су у одређеним ситуацијама елементи покретљивости истовремено и елементи заштите и ватрене моћи. У прошлости је због док-трине и техничко-технолошких могућности, некој од тих особина даван приоритет. Међутим, данас је немогуће некој од тих особина придавати већи значај, јер се узимају у обзир све сложенији услови ратовања и велики број ситуација у којима ће се наћи тенк против све бројнијих и разноврснијих непријатеља и против свог најопаснијег противника – непријатељског тенка. Свака од величина која карактерише тенк може имати, у одређеним ситуацијама, пресудан значај за преживљавање и опстанак тенка у различитим ратним ситуацијама.
У директном судару два тенка у сусрету, па и под условом да имају оруђа истих карактеристика, предност припада ономе ко први гађа.
У тренутку када се противници угледају почиње велика трка са временом, за сваку секунду или, чак, делић секунде. Јер, неопходно је брже: обављати извиђање, уочити циљ, идентификовати га, донети одлуку, окренути куполу и усмерити оруђе, прикупити податке и предви-дети корекцију, нишанити и гађати. Сматра се да је за то на савременим тенковима неопходно 10 секунди. Значајне предности се постижу осматрањем и отварањем ватре у покрету, могућностима да се следећи хитац брзо испали и коришћењем пројектила велике почетне брзине да би се и ту (поред основног ефекта који се постиже таквом муницијом) добила предност од неколико дециметара. За обављање бројних сложених операција, на основу којих би се стекла предности у односу на тенк противника – у свим временским и климатским условима, дању и ноћу – неопходни су савремени уређаји и опрема и добро обучена и увежбана посада.
Сви ти сложени и бројни проблеми, о којима се у прошлости није довољно водило рачуна, представљају концепцију тенка о којој су у нашој земљи објављени значајни теоријски радови, наведени у приложеној литератури.

### Упоредни показатељи
Применом једноставних решења подсистема, веома компактном конструкцијом, рационалним коришћењем простора за посаду и увођењем аутоматског уређаја за пуњење оруђа, на тенку М-84А постигнута је велика ватрена моћ, изузетно добра силуета и оклопна заштита, и велика покретљивост. Не улазећи у детаље о појединим техничким решењима, наводе се само неке најбитније особине домаћег тенка М-84А и предности у односу на најсавременије тенкове у свету:

Калибром оруђа 125 мм (у односу на 105 и 120 мм), почетном брзином поткалибар-ног пројектила од 1800 м/с (у односу на 1400 м/с и 1600 м/с), карактеристикама кумулативног и разорног пројектила – ово оруђе је знатно испред оруђа тенкова на Западу. За домаћи тенк примењена је технологија кружног ковања цеви оруђа, тако да је знатно повећан век цеви у односу на ону код тенка Т72.
Смештај борбеног комплета и муниције се налази у најнижем и најзаштићенијем делу тенка. Вероватноћа да тај део буде погођен је врло мала и неупоредиво је заштићенији у односу на савремене тенкове на Западу.
Увођењем аутомата за пуњење оруђа значајно се утицало на укупна борбена својства тенка. Скраћено је време за пуњење оруђа на 8 секунди, омогућено је пуњење оруђа из покрета (метком масе 25 кг тешко пунилац може манипулисати када се тенк креће), смањен је број чланова посаде на три члана и битно је смањена укупна оклопљена запремина тенка. Овај тенк има запремину 12 метара кубних, а М1 и ЛЕО-ПАРД 2 17 метара кубних. Због тога постоје битне разлике у концепцији између тих тенкова. На новим моделима западних тенкова предвиђа се уређај за аутоматско пуњење, али да се налази у задњем делу куполе, што је врло неповољно.
Значајан недостатак тенка Т72 је што нема савремен Систем за управљање ватром (СУВ). Први типови тенкова имали су оптички коинцидентни даљиномер, а најновији ласерски мерач даљине са механичким рачунаром. У тенк М-84А уграђен је савремен СУВ, који у свим временским и климатским условима, веома успешно дејствује, тако да се за све варијанте положаја и брзине тенка и циља, постиже вероватноћа 60% на даљинама 2000 м. При стварним гађањима резултати су се кретали од 60 до 100%, а у оквиру упоредних испитивања са тенком Т72 је постигнуто 18 до 24%. При томе би требало имати у виду да је потребно време за гађање из тенка Т72 три пута дуже, што је врло неповољно. У односу на тенкове М1 и ЛЕОПАРД 2 наш СУВ је знатно савременији, јер је у питању концепти новија око десетак година.

Када се говори о укупној заштити тенка, мисли се на могућност да тенк преживи у различитим борбеним ситуацијама. Укупна заштита зависи од оклопне заштите, величине силуете тенка, покретљивости, од концепције тенка и конструкционих решења подсистема. 
Може се рећи да је у погледу силуете тенка, висини и димензија, неупоредиво повољнији од тенкова на Западу. То значи да се због ситног растиња тенк тешко може погодити. Чеона површина је за два метра квадратна мања од исте за два упоређивана западна тенка (9,2 према 7,2).
Савременим врстама материјала за оклоп, коришћењем панцирних челика и вишеслојног материјала, положајем и обликом плоча за оклоп, постојећи оклоп тенка М-84А штити од свих савремених тенковских пројектила и сасвим сигурно је испред М1 и ЛЕОПАРДА 2. За тенк М-84А примењена су наша савременија решења за челике и неметале, који имају савременије карактеристике од оригиналних на Т72. На појединим местима повећана је дебљина плоча и облик куполе.
Тенк М-84А има на савремен начин решен комплетан систем за НБХ заштиту. Постоји систем помоћу кога се аутоматски укључују сви уређаји и затварају слободни пролази ваздуха. Колективном заштитом са над притиском, системом пречишћавања ваздуха и значајним нивоом дебљине оклопних плоча и посебним облогама у просторији посаде обезбеђено је људство од свих типова бојних отрова и зрачења нуклеарног оружја. Таква облога, али знатно мање дебљине, на тенку М1 користи се тек од средине осамдесетих година. Ове компоненте у целини представљају наша техничка и технолошка решења, која су знатно савременија од оних на Т72.
Један од битних недостатака на тенку Т72, у односу на најсавременије тенкове на Западу је нешто нижи ниво покретљивост, односно нешто нижа специфична снага тенка (КС/т). Кроз интензиван развој, коришћењем савремених технологија са Запад, развијен је мотор од 1000 КС, побољшан низ уређаја мотора и трансмисије. И све то је смештено у неизмењен простор у тенку. Мотор те снаге није имао СССР ни земље које су га по лиценци производиле. Због смањења специфичне потрошње горива, и поред повећања снаге мотора, аутономија кретања је остала иста (460 до 700 км), док би за пређених 100 км Леопард 2 требало да потроши два пута више горива, а М1 чак три пута више.

За упоредна приказивања претходних тенкова, аутор овог пројекта је увео и фактор концепције тенка. Он представља однос специфичне снаге и чеоне површине тенка. Из приказане фотографије може се видети да је и по том критеријуму наш тенк у знатној предности у односу на три упоређивана тенка. 
Руководилац стручног тима, који је обавио на десетине презентација тенка стручним и војним представницима заинтересованих земаља, био је професор др Милорад Драгојевић, генерал.

### Повезани развоји
- Вавилонски лав
- T-64
- T-80
- T-84
- T-90
- ПТ-91
- M-84AS
- М-95 Дегман

### Упоредни тенкови
- Леопард 1
- М1 Абрамс

### Именовано следовање
T-72 - М-84 - М-91 Вихор - М-95 Дегман - M-84AS